# Коровецкая, Наталья Никифоровна
Наталья Никифоровна Корове́цкая (1903—1991) — зоотехник-селекционер, лауреат Сталинской премии третьей степени.

## Биография
Родилась в 1903 году. Член ВКП(б), кандидат сельскохозяйственных наук.
Окончила педагогическое училище и биологический факультет пединститута.
В 1930-е годы — зоотехник в совхозе Московской области, аспирант ВИЖ.
После защиты кандидатской диссертации — зоотехник-селекционер, руководитель опорного пункта ВИЖ при Ливенском госплемрассаднике, глава Ливенской племенной станции.
После начала войны эвакуировала племенных животных ливенской породы свиней в Саратовскую область. 
Избиралась депутатом ВС РСФСР 2-го, 3-го и 4-го созывов.
С 1987 года на пенсии.
Умерла в 1991 году.

## Признание
- Сталинская премия третьей степени (1951) — за выведение и совершенствование ливенской породы свиней.
- Почётный гражданин Ливен